# Vueling Airlines
Vueling Airlines är ett spanskt lågprisflygbolag med säte i Barcelona. Dess huvudflygplats är Barcelona-El Prats flygplats och den har hubbar på Valencias flygplats, Adolfo Suárez Madrid-Barajas flygplats och Paris-Charles de Gaulle flygplats.

## Historik
Bolaget bildades 2002 och påbörjade sina flygningar den 1 juli 2004 .
I juli 2008 meddelades att Vueling Airlines och Clickair planerade att gå samman .
I januari 2009 meddelades att Iberia lagt ett bud på de båda sammangående bolagen .

## Flotta
Flottan består av över 100 flygplan, uteslutande från Airbus A320-familjen, fyra av dessa är uppkallade efter bolagets passagerare, nummer 1 000 000, 2 000 000, 5 000 000 och 10 000 000 .

## Olyckor och allvarliga incidenter
Inga olyckor eller allvarliga incidenter med bolagets plan finns rapporterade .

## Reseklasser
Vueling har delat upp service för flygbiljetterna i tre klasser, basic, optima och excellence.

### Basic
I denna klass ingår incheckning av bagage på upp till 10 kg samt handbagage på upp till 10 kg. Tilltugg och dryck kan beställas på planet mot betalning. Avstånden mellan säte till säte är 30 tum, ca 76 cm, vilket är i samma klass som andra lågprisbolag exempelvis Ryanair som har 30 tum som standard.

### Optima
I denna klass ingår incheckning av bagage på upp till 23 kg samt handbagage på upp till 10 kg. Dessutom finns möjlighet att välja säte. Tilltugg och dryck kan beställas på planet mot betalning. 

### Excellence
I denna klass ingår incheckning av bagage på upp till 23 kg samt handbagage på upp till 14 kg. Resenären får välja säte, har flexibla bokningar, tillgång till VIP-lounge, egen incheckningskö, prioritet vid påstigning samt får välja tilltugg och dryck utan extra kostnad på planet.